# بطولة العالم لسباق الدراجات على الطريق 1933
بطولة العالم لسباق الدراجات على الطريق 1933 هي الدورة ال13 من بطولة العالم لسباق الدراجات على الطريق، أجريت في Montlhéry، فرنسا.

## النتائج النهائية
| المسابقة            | ذهبية               | فضية                  | برونزية                   |
| ------------------- | ------------------- | --------------------- | ------------------------- |
| الرجال              |                     |                       |                           |
| سباق الطريق المداري | جورج سبايكر (فرنسا) | أنطونين ماغني (فرنسا) | مارينوس فالنتيين (هولندا) |